# Дом слепих краља Александра
Године 1917. основан је у Бизерти Први српски завод за слепе инвалиде, који је пролазио кроз многе фазе развитка и напретка. Основан под тешким економским и социјалним условима, 1918. године прекида на кратко свој рад, да би наредне био поново отворен у Краљевини Срба, Хрвата и Словенаца, након ослобођења и повратка у отаџбину. Тада познат под именом Дом слепих инвалида устаљује се у Земуну и ту наставља своју делатност. Дом је био смештен у Шпиртиној кући у којој се данас налази Завичајни музеј Земуна. Оснивач Дома био је Вељко Рамадановић специјални педагог и социјални радник. Краљ Александар I Карађорђевић посетио је овај дом 12. августа 1920. године и примио га под своје покровитељство и заштиту.

## Делатност
- Питомци у Дому слепих краља Александра

Дом је у првом периоду окупљао слепе ратне инвалиде, а касније све слепе људе, оба пола, из свих покрајина земље. За њих су отворен нова одељења, припремана учила и уџбеници потреби за школовање, отворена је музичка школа, основан тамбурашки збор и певачки хор. Затим, трезвењачко друштво питомаца Нова светлост и све друго како би се постигло да питомци  овог дома буду морално и интелектуално васпитани.
У оквиру Дома постојале су и разне занатске радионице: четкарска, плетарска, опанчарска, штрикарска и друге, које су омогућавале питомцима да науче занат и тако се оспосбе за рад и привређивање. Такође, питомци су овде учили Брајову азбуку, како би се описменили.
Дом је имао много пријатеља, који су бринули и слали помоћ Дому и питомцима. Било је и домаћих и страних, а посебно се издваја Permanent Blind Relief War Fund амерички комитет за помагање савезничких слепих инвалида. Комитет је пружио огромну помоћ питомцима овог дома, како у новцу тако и у материјалу, алатима, одећи, обући и осталим потребним стварима. Комитет се све до априла 1920. године старао о исхрани питомаца, поле чега је то старање држава примила на себе. Министарство социјалне политике дало је тада на име државне помоћи свим редукованим слепим инвалидима извесне суме новца и позајмице, ради отварања занатских радионица. Такође и много приватних лица давало је поклоне у новцу или натури. 
Иако знатна помоћ она ипак није била довољна да сасвим животно обезбеди слепе људе у овом Дому и то је једино могло бити решено на нивоу државе. Готово сви министри социјалне политике изашли су у сусрет жељама и потребама слепих, а посебну пажњу је указао министар Крста Милетић. Он је, док је био у ресору аграра, уступио за 55 слепих инвалида и њихове породице 435 јутара земље за коришћење и обрађивање на експроприсаном имању грофа Котека код Новог Сада. Потом је министар социјалне политике Милан Симоновић, као министар аграрне реформе, доделио земљу широм државе за 670 инвалида.
Управа Дома је такође пуно труда и рада уложила како би се овај проблем решио и њен први корак био је да се прошире постојеће и подигну нове институције за слепе. У самом Дому основала је дечје забавиште и неку врсту предшколског одељења, за слепу децу која су још мала за школу. Циљ је био да се деца у најранијем добу навикну на другу децу, науче неким основама и тако се припреме за школу. За старије дечаке, који су завршили школу, управа је пружила занатску спрему и оспособила их за самосталан рад и издржавање, а неки су чак пронашли посао и у оквиру самог Дома.

## Азил за слепе девојке
Девојчицама је ипак било теже, углавном због тога што су у то време имале мање могућности за запослење и самосталност. Трудом управе основан је 1924. године Одбор госпођа за заштиту слепих девојака са седиштем у Београду. У тај Одбор ушле су највиђеније даме из Београда на челу са госпођом Бојком Ђуричић и госпођом Трифковић. Одбор је преузео на себе старање о слепим девојкама које прођу кроз заводе слепих и из истих иступе као свршене питомице. Први успешан корак био је оснивање азила за слепе девојке у манастиру Габровцу код Ниша, где је извршен привремени смештај једне групе слепих девојака док се не обезбеди стални азил. Најзад и то је остварно 1925. године, за оснивање азила уступљено је имање грофа Пејачевића звано Моја воља у близини Инђије, где се могло сместити око 100 људи.

## Радионице и настава
- Плетарска радионица
- Четкарска радионица
- Опанчарска радионица
- Штрикерска радионица
- Одељење за израду рељефа
- Дактилографско одељење
- Музичка школа у Дому слепих
- Тамбурашки збор слепе деце
- Штампарија за слепе
- Штампарија за слепе
- Настава у  Дому слепих
- Настава у  Дому слепих
- Настава у  Дому слепих
- Четкарска радионица

У Дому слепих краља Александра улагало се много труда да се слепе особе описмене и оспособе за рад, како и у будућности могли да себи и својим породицама обезбеде нормалан живот. Због тога су основане многе радионице у којима су се питомци оспособљавали за одређену врсту занимања. Оснивање овх радионица и њихово опремање држава је новчано помога. Корпарско-плетарски занат био је подобан за људе са оваквим инвалидитетом и многи питомци су се оспособљавали баш за ово занимање. Четкарски занат се сматрао најрентабилнијим занатом, који слепи могу савладати. Опанчарски занат био је један од омиљених међу питомцима, врло су га лако савлађивали и убрзо радили истим темпом као и људи који виде. Штрикерса радионица отворена је 1921. године, дакле годину дана после свих претходно наведених, и за њом су највише потребе осећали они инвалии који су остали и без једне руке и нису могли савладати друге занате. Осим ових заната у Дому је постојала и извесна школа за дактилографе. Управа је писменије и школованије питомце упућивала на дактилографију. Многи од њих су успешно савладали ову технику и од Permanent Blind Relief War Fund добили по једну писаћу машину на поклон. Постојало је, такође, и одељење за израду рељефа, које је било уређено и снабдевено свим специфичним алатима, тако да је задовољавало све школске критеријуме. Слепи су израдили небројано много мапа готово свих земаља Европе, као и много фигура и облика који су служили за оријентацију слепих и упознавање свих, до тада непознатих, предмета. У дому је постојала и музичка школа где су питомци учили да свирају на клавиру и тамбурама, а постојао је и хор. Прва штампарија за слепе код нас основана је баш у овом Дому 1920. године, кредитом Permanent Blind Relief War Fund-а. У почетку је била доста оскудна и примитивна и тешко је успевала да задовољи најелементарније школске и културне потребе. Временом је напредовала и ширила свој рад, лагано се модернизовала и достигла изванредни обим производње. Постојала је и очигледна настава где су слепа деца опипавањем предмета могла да науче како изгледају поједини предмети, животиња или слично. Деца су посебно волела ову наставу, јер су на иновативни начин могла да уче и задовоље своју радозналост. На одмору између наставе деца се углавном играју и трче, док старији питомци то време користе за шетњу и разговоре са другима. 

За време Другог светског рата школа је премештена на другу локацију у улици Краља Милутина и радила је смањеним обимом, све до ослобођења Земуна 1944. године. Након ослобођења школа се сели у улицу Цара Душана где се налази и данас. 
- Време одмора у Дому слепих
- Први ученици гимназије слепих
- Питомци
- Питомци
- Рад у Дому
- Оркестар у Дому слепих